# Stazione di Torre del Greco
Stazione di Torre del Greco vasútállomás Olaszországban, Torre del Greco településen.

## Vasútvonalak
Az állomást az alábbi vasútvonalak érintik:
- Nápoly–Battipaglia-vasútvonal

## Kapcsolódó állomások
A vasútállomáshoz az alábbi állomások vannak a legközelebb:
- Stazione di Santa Maria la Bruna (Stazione di Castellammare di Stabia)
- Stazione di Portici-Ercolano (Stazione di Napoli Campi Flegrei)
- Stazione di Santa Maria la Bruna (Stazione di Salerno)